# Echites
Echites là chi thực vật có hoa trong họ Apocynaceae.